# Египетско-пакистанские отношения
Египетско-пакистанские отношения относятся к двусторонним отношениям между Египтом и Пакистаном. Современные отношения восходят к 1947 году, когда первый генерал-губернатор Пакистана Мухаммад Али Джинна нанёс прощальный визит в Египет по специальному приглашению, присланному королем Фаруком I. Обе страны являются членами ОИС и D8. Пакистан и Египет объявлены основными союзниками, не входящими в НАТО, что дает им доступ к определённому уровню техники и излишков военной техники из Соединенных Штатов.
И Египет, и Пакистан имеют тесные националистические узы, эти две нации были основаны как современные национальные государства в эпоху национализма с преобладающим мусульманским населением. Современный Египет считает своим основателем Мухаммеда Али-пашу, в то время как Мухаммад Али Джинна считается основателем Пакистана.

## История
Египет и земля долины Инда (что соответствует современному Пакистану и Северо-Западной Индии) поддерживали политические, торговые и культурные отношения с древних времен, включая длительную торговлю через морские пути Красного моря и Индийского океана и завоевание персами Александра Великого. Великие и арабы. Древние греки отмечали, что люди, живущие вдоль реки Инд, были больше всего похожи на древних египтян по внешнему виду, а в Индике говорилось:

«Южные индийцы очень похожи на эфиопов, и у них чёрное лицо и черные волосы, только они не такие курносые и не такие пушистые, как эфиопы; но северные индейцы больше всего похожи на египтян. по внешнему виду».
Египет и Пакистан установили дипломатические отношения в 1951 году. В 1950-х годах Пакистан стремился к лидирующей роли в исламском мире, что привело к резким трениям с Египтом.
Во время войн 1967 и 1973 годов Пакистан и Египет послали военного помощника, технических специалистов и персонал для помощи египетским военным в войне с Израилем.
Во время войны между Египтом и Израилем пакистанская армия отправила в Египет оружие и истребители.
В 1974 году президент Египта Анвар Садат посетил Пакистан, чтобы принять участие во второй встрече ОИК, состоявшейся в Лахоре и в целом поддержал планы Пакистана стать ядерной державой. Но, однако, отношения с Пакистаном испортились, когда Пакистан начал дружеские отношения с Советским Союзом. Ключевую роль в дальнейшем сыграло ухудшение отношений Пакистана с США .
Тем не менее, отношения с Египтом были нормальными после отставки премьер-министра Зульфикара Али Бхутто. В 1980-е годы президент Хосни Мубарак и президент Мухаммед Зия-уль-Хак ещё больше укрепили отношения; Египет также сыграл жизненно важную роль в Афганской войне, где Египет широко предоставлял рабочую силу и военную технику для афганских моджахедов в те годы. В 1988—1990 и 1993—1996 годах отношения Египта испортились с Пакистанской народной партией, которую ранее возглавляла Беназир Бхутто, которая в целом была близка с Советским Союзом.

## 1995 год: Взрыв посольства Египта
В 1995 году в Исламабаде произошел взрыв автомобиля около посольство Египта, ответственность за которое взяла на себя организация «Египетский исламский джихад». Межведомственная разведка инициировала массовый розыск, и все террористы были арестованы в 2001 году и экстрадированы в Египет.

## Военное сотрудничество
Пакистанские и египетские военные поддерживают тесные отношения в области оборонного производства и обе страны часто поддерживают контакты с высокопоставленными делегациями военачальников. На встрече с Рахилем Шарифом президент Египта подтвердил свое желание и далее продвигать военное сотрудничество с Пакистаном.

## Экономические отношения
Египет и Пакистан договорились об усилении существующего уровня сотрудничества между двумя странами, которое включает экономические и торговые отношения, инвестиционные возможности, сотрудничество в государственных и гражданских службах, секторе здравоохранения, сельском хозяйстве и почте, обе страны будут и дальше расширять их сотрудничество в секторе возобновляемых источников энергии, особенно в области ветроэнергетики.
В Египте проживает более 700 пакистанцев, в основном в Каире и Александрии. Отношениям помогает тот факт, что в обоих государствах большинство населения составляют мусульмане, и между двумя странами есть сильные люди, с которыми общаются люди.

## Дипломатические представительства
- Египет имеет посольство в Исламабаде.
- Пакистан имеет посольство в Каире.